# Playguy
A Playguy (ISSN 0733-5695) egy amerikai meleg (gay, queer) magazin. 1972-től havonta jelenik meg. A Playgirl c. laphoz hasonlóan soft férfiaktokat, interjúkat, életmódot érintő cikkeket, felméréseket közöl. Színes, 20×28, átlagosan 106 oldalon lát napvilágot. 2005-ben Gordon Wallace főszerkesztésével, Don Hailer művészeti vezetésével jelent meg a Mavety Media Group Ltd. kiadásában, New Yorkban. A magazin kifejezetten a 25 alatti, főként 18–20 éves fiúkra, férfiakra fókuszál.

## Története
George Mavety 1974-ben alapította meg a Modernismo Publications, Ltd. elnevezésű kiadóvállalatot, mely a Mandate mellett a Honcho, a Torso  és az Inches magazinokat is kiadta. A Playguy először 1972-ben jelent meg, a Playboy egy lehetséges  meleg alternatívája. Nem keverendő össze a nőknek szóló Playgirl  magazinnal.

## Jeles modelljei
A magazin havonta féltucat modell aktjait közli. Néhány jelesebb modell: Tristin Powers   (2000, Best of Playguy 35), Lukas Marguez   (2003), Ryan Alexander (2004/9), Tommy DeLuca (2002), Brent Young   (2004), Matt Woods (2004), Jeremy Jordan   (2001), Antonio Madiera (2004), Ty Parks (2001/1), Stonie   (2000/2), Jan Duklas (2005/7), Dane Benton (2004/6), Rudy Hartz (2005/8), Wade Butterworth   (2006/5). Számos Playgirl  -sztár bukkan fel e magazin hasábjain is, beleértve a heteró pornó jeleseit is (pl.: Dart Davis, 97/8). Meleg pornósztárok aktjait is folyamatosan közli, pl.: Rod Barry  , Rick Donovan , Jeff Stryker  . Erotikus, szeretkező  párok bemutatására is vállalkozik, de sosem pornográf módon. 

## Szerkezete
- STUFF – Aktok – a számok képanyagát sokszor meleg pornóstúdiók biztosítják, pl: Miamistudios, Body Prod., Soccrjockboi, Studio Vashek.
- HOT STORIES – Erotikus novellákat és elbeszéléseket is közöl például Joshua Miller, Mike Hicks  vagy Chris Delfino tollából.
- Videó- illetve DVD ajánlók – Ezt a  rovatát Jack Masters vezeti, melyben elsősorban a boy típusú pornóra helyeződik a hangsúly.